# U.S. Route 180
La U.S. Route 180 (US 180) est une US Route auxiliaire de la US 80 se trouvant en Arizona, au Nouveau-Mexique et au Texas. Comme plusieurs US Routes auxiliaires, la US 180 ne rencontre plus son autoroute-mère, la US 80. Cette dernière a été déclassée à l'ouest de Mesquite, Texas et remplacée par l'I-20 et l'I-10 dans l'ouest de l'état. Cela a eu pour résultat que la US 180 est désormais plus longue de 57 miles (91,71 km) que la US 80.
Le terminus ouest de la route est à Valle, Arizona, à la jonction avec la SR 64 et le terminus est de la route se trouve à Hudson Oaks, Texas (près de Fort Worth) à une jonction avec l'I-20.

## Description du tracé
|                | mi   | km   |
| -------------- | ---- | ---- |
| AZ             | 292  | 470  |
| NM (Sud-ouest) | 248  | 399  |
| TX (El Paso)   | 146  | 235  |
| NM (Sud-est)   | 110  | 180  |
| TX (Centre)    | 339  | 546  |
| Total          | 1135 | 1827 |

### Arizona
La US 180 débute à l'intersection avec la SR 64 à Valle. Elle se dirige vers le sud-est et atteint Flagstaff. Elle emprunte le tracé de l'ancienne US 66 en longeant l'I-40 jusqu'à l'est de la ville, où elle rejoint l'autoroute en multiplex jusqu'à Holbrook. Sur le tracé, la route passe par Winslow et Joseph City. À Holbrook, la US 180 se sépare de l'I-40 et se dirige vers le sud-est. Elle atteint Saint Johns où elle débute un multiplex avec la US 191 vers le sud, jusqu'à Alpine. C'est dans la Forêt nationale d'Apache que la route traverse la frontière du Nouveau-Mexique.

### Nouveau-Mexique (sud-ouest)
La US 180 entre une première fois au Nouveau-Mexique dans la Forêt nationale d'Apache. Elle se dirige vers le sud et le sud-est jusqu'à Silver City, puis, vers le sud-est jusqu'à Deming. Elle rencontre l'I-10 et entame un multiplex avec celle-ci jusqu'à la frontière avec le Texas à Anthony. La route passe par Las Cruces et la US 85 rejoint le multiplex jusqu'à la frontière.

### Texas (El Paso)
La US 180 entre une première fois au Texas à Anthony, près d'El Paso. Le multiplex avec l'I-10 se poursuit jusqu'à l'est de la ville, lorsque la route rencontre la US 62. La US 180 rejoint cette dernière pour l'ensemble de son parcours dans la portion sud-ouest du Texas. La route se dirige vers l'est en traversant des plaines désertiques. Elle passe à l'est du Parc national des Guadalupe Mountains et atteint la frontière avec le Nouveau-Mexique.

### Nouveau-Mexique (sud-est)
À la deuxième entrée dans l'état, la US 180 est accompagnée de la US 62 sur toute sa distance. La route entre dans l'état au sud-ouest de Carlsbad et se dirige vers le nord-est. Elle forme un multiplex avec la US 285 à Carlsbad et poursuit son trajet vers le nord-est jusqu'à Hobbs. À l'est de la ville, la route atteint la frontière du Texas.

### Texas (centre)
Lorsqu'elle entre au Texas, à l'ouest de Seminole, la US 180 est toujours accompagnée de la US 62. Le multiplex prend fin à Seminole et la US 180 continue son trajet vers l'est. Elle passe par Lamesa, Snyder, Anson, Albany, Breckenridge, Mineral Wells et Weatherford avant de prendre fin à Hudson Oaks, près de Fort Worth, à la jonction avec l'I-20.

## Intersections majeures
Arizona
 SH 64 à Valle
 US 89 à Flagstaff
 I-40 à Flagstaff. Les routes forment un multiplex jusqu'à Holbrook.
 US 191 à Saint Johns. Les routes forment un multiplex jusqu'à Alpine.
 US 60 à Springerville. Les routes forment un multiplex dans la ville.
Nouveau-Mexique
 I-10 / US 70 à Deming. L'I-10 / US 180 forment un multiplex jusqu'à El Paso, TX. La US 70 / US 180 forment un multiplex jusqu'à Las Cruces.
 I-25 / US 85 aux limites entre Las Cruces et University Park. La US 85 / US 180 forment un multiplex jusqu'à El Paso, TX.
Texas
 I-110 / US 54 à El Paso
 US 62 à El Paso. Les routes forment un multiplex jusqu'à Seminole, avec un segment au Nouveau-Mexique.
Nouveau-Mexique
 US 285 à Carlsbad. Les routes forment un multiplex dans la ville.
Texas
 US 385 à Seminole
 US 87 à Lamesa. Les routes forment un multiplex dans la ville.
 US 84 à Snyder
 US 83 / US 277 à Anson
 US 283 à Albany. Les routes forment un multiplex dans la ville.
 US 183 à Breckenridge
 US 281 à Mineral Wells
 I-20 à Hudson Oaks